# 横曽根神社
横曽根神社（よこそねじんじゃ）は、埼玉県川口市の神社。

## 歴史
1973年（昭和48年）に創建された。応永年間（1394年 - 1428年）創建の「氷川神社」と長禄年間（1457年 - 1460年）創建の「八幡神社」が合併したものである。
氷川神社は横曽根村の鎮守として創建され、八幡神社は吉祥院の守護神を祀るために創建された。明治末期の神社合祀により、八幡神社は村社だった氷川神社に合祀された。しかし、八幡神社の社殿はそのまま残り、事実上の境外社として存続した。
1969年（昭和44年）、八幡神社は一旦分離独立した。しかし、高度経済成長に伴い氷川神社があった所（現在の川口市立西中学校の南端）には、工場がひしめくようになり、神社としての環境は悪化していた。そこで話し合いの結果、両社は合併し、旧八幡神社境内を新神社の境内にすることになった。

## 交通アクセス
- 川口駅より徒歩19分。